# قرصعنة رفيعة
القِرصَعنة الرفيعة (باللاتينية: Eryngium tenue) نوع نباتي عشبي يتبع جنس القِرصَعنة من الفصيلة الخيمية.

## الموئل والانتشار
موطنه الأصلي المغرب العربي وإسبانيا والبرتغال.